# 関富岡駅
関富岡駅（せきとみおかえき）は、岐阜県関市肥田瀬にある、長良川鉄道越美南線の駅である。駅番号は4。

## 歴史
- 1986年（昭和61年）12月11日：国鉄越美南線の長良川鉄道への転換時に新設[1]。請願駅[2]。

## 駅構造
単式ホーム1面1線を有する地上駅。無人駅である。

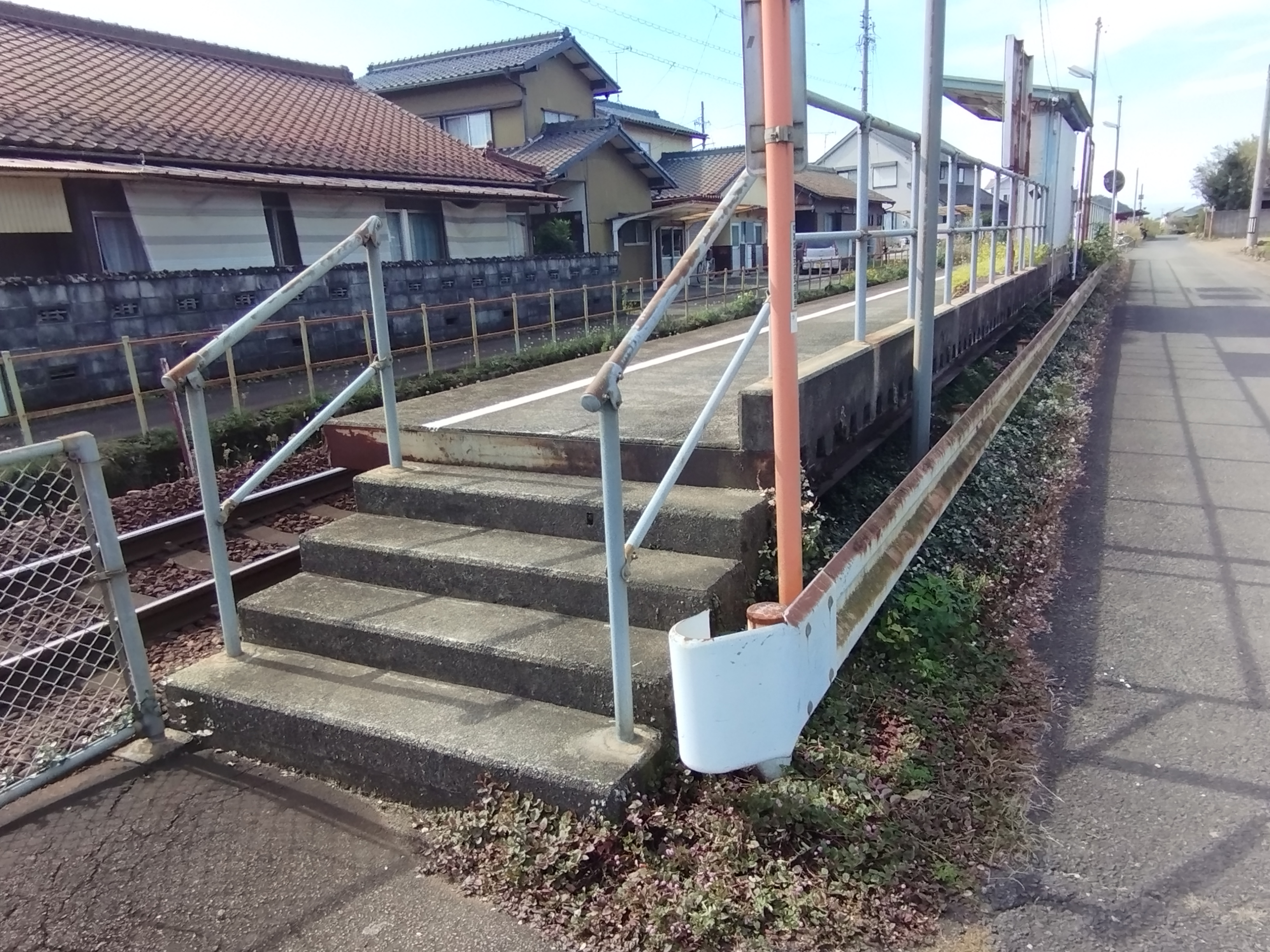
東側入口
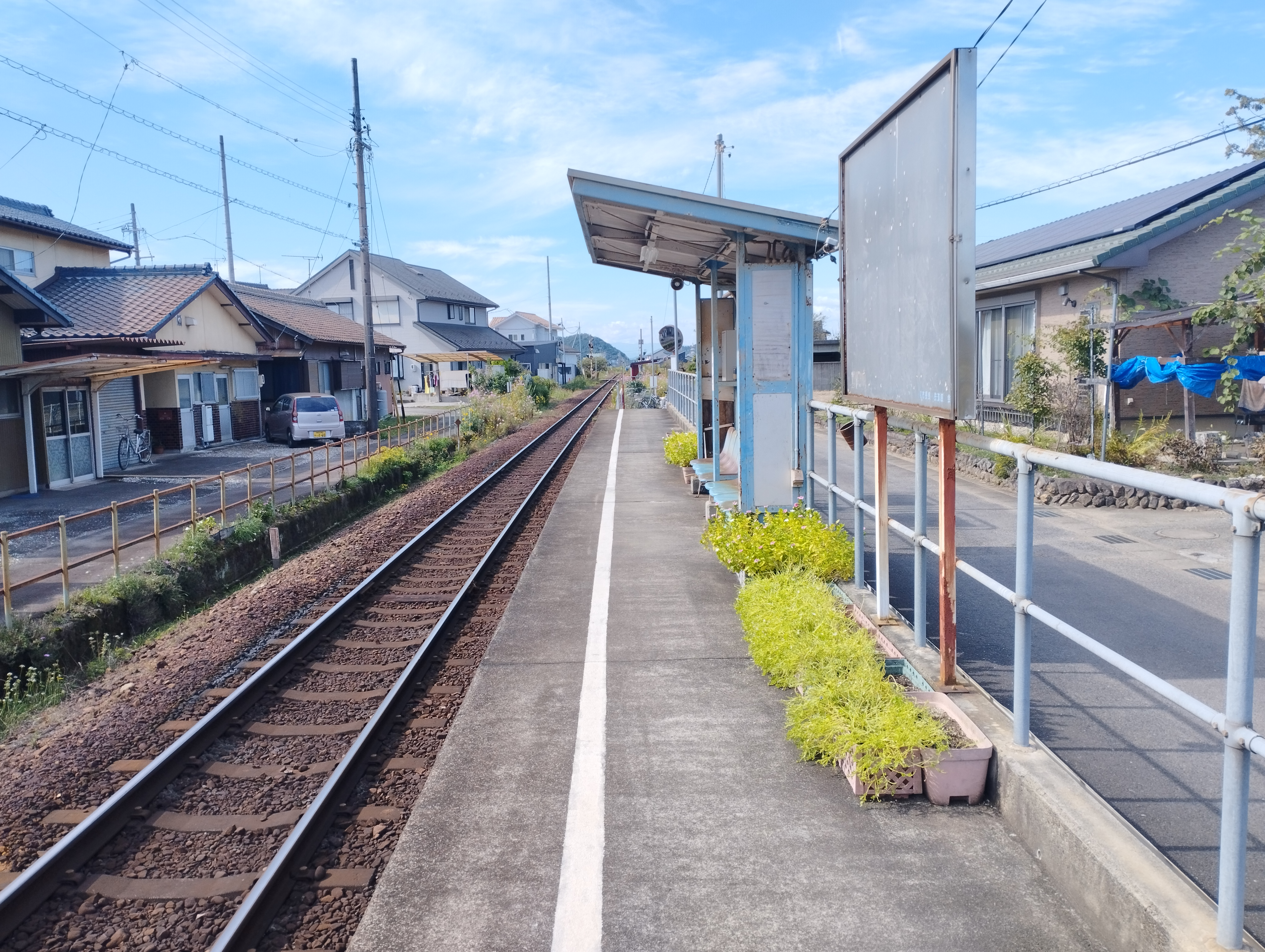
ホーム
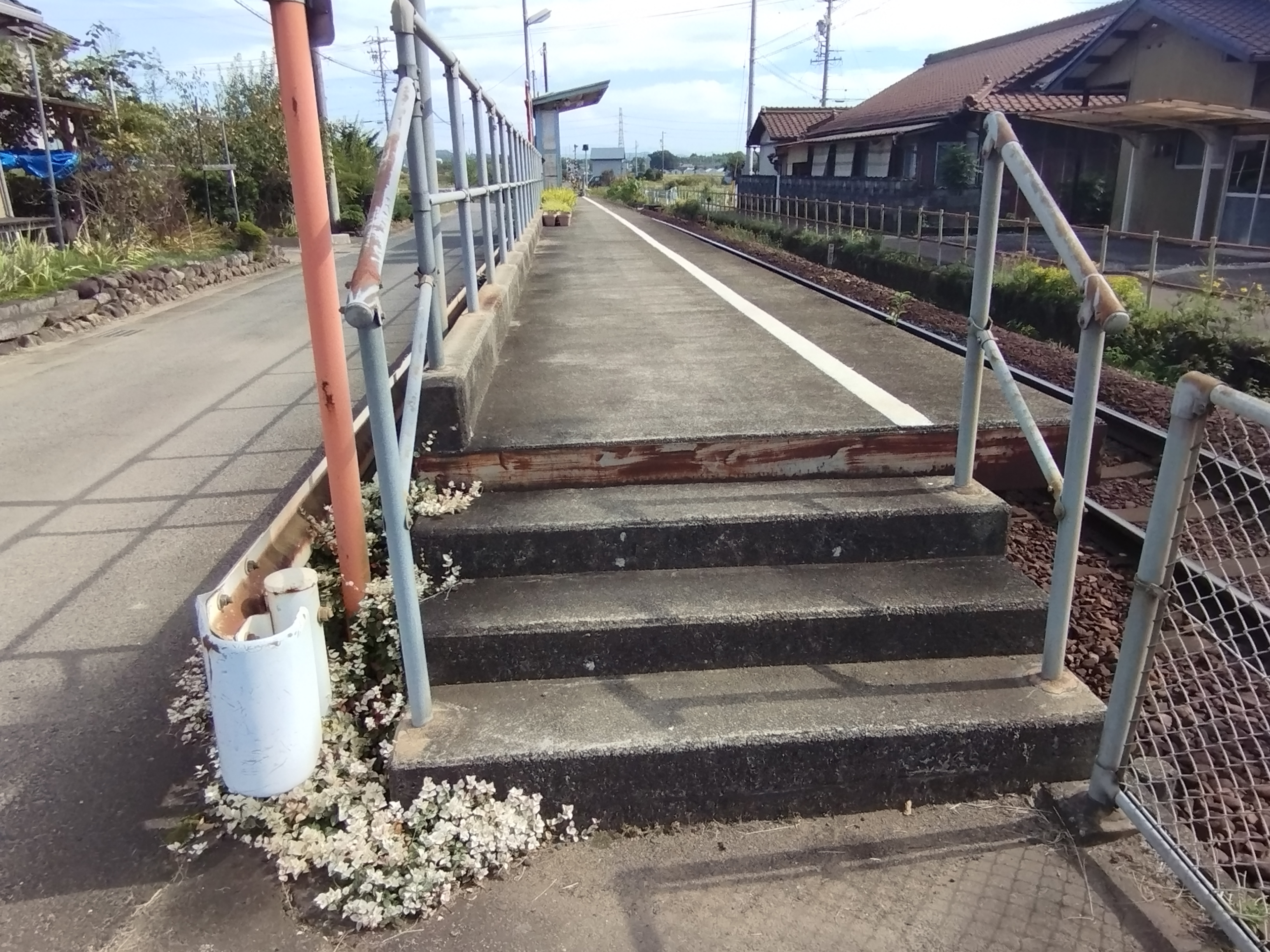
西側入口

## 利用状況
| 年度               | 1日平均乗車人員 |
| ------------------ | --------------- |
| 2011年（平成23年） | 65              |
| 2012年（平成24年） | 56              |
| 2013年（平成25年） | 38              |
| 2014年（平成26年） | 44              |
| 2015年（平成27年） | 54              |

## 駅周辺
- 岐阜医療技術短期大学
- 関市立富岡小学校
- 関市立富岡保育園
- JAめぐみの富岡
- パワーズ関店
- ナイフ博物館
- 国道248号
- 国道418号
- 津保川
- 伊岐神社

## 隣の駅
長良川鉄道
■越美南線
富加駅（3） - 関富岡駅（4） - 関口駅（5）